# Selce (Krupina)
Selce (bis 1927 auch slowakisch Sovce; ungarisch Szelenc – bis 1892 Szelc) ist eine Gemeinde in der Mitte der Slowakei mit 82 Einwohnern (Stand 31. Dezember 2024), die im Okres Krupina, einem Kreis des Banskobystrický kraj, liegt.

## Geographie
Die Gemeinde befindet sich in der Hochebene Krupinská planina, auf einem flachen Rücken zwischen den Tälern der Krupinica und Vrbovok. Das Ortszentrum liegt auf einer Höhe von 312 m n.m. und ist 15 Kilometer von Krupina entfernt (Straßenentfernung).
Nachbargemeinden sind Dolný Badín im Norden und Osten, Čabradský Vrbovok im Südosten, Medovarce im Süden und Südwesten und Uňatín im Westen.

## Geschichte
Selce wurde zum ersten Mal 1303 als Zelche schriftlich erwähnt und war zuerst Besitz des Geschlechts Hont und später Teil der Herrschaft des Klosters in Bzovík. Im 16. Jahrhundert hatten die Familien  Balassa und Fánchy Besitzanteile im Ort. 1715 gab es eine Mühle, 12 Stellmacher und 17 Haushalte, 1828 zählte man 25 Häuser und 155 Einwohner, die als Waldarbeiter sowie als Stellmacher und Zimmerleute beschäftigt waren.
Bis 1918 gehörte der im Komitat Hont liegende Ort zum Königreich Ungarn und kam danach zur Tschechoslowakei beziehungsweise heute Slowakei. 

## Bevölkerung
| Jahr                | 1994 | 2004     | 2014    | 2024     |
| ------------------- | ---- | -------- | ------- | -------- |
| Anzahl der Personen | 135  | 112      | 101     | 82       |
| Unterschied         |      | −17,03 % | −9,82 % | −18,81 % |

| Jahr                | 2023 | 2024    |
| ------------------- | ---- | ------- |
| Anzahl der Personen | 86   | 82      |
| Unterschied         |      | −4,65 % |

Nach der Volkszählung 2011 wohnten in Selce 103 Einwohner, davon 102 Slowaken und ein Jude.
98 Einwohner bekannten sich zur römisch-katholischen Kirche sowie jeweils ein Einwohner zur Bahai-Religion und zur Evangelischen Kirche A. B. Bei drei Einwohnern wurde die Konfession nicht ermittelt.

## Bauwerke
- Glockenturm in der Ortsmitte